# Clarin Mustad

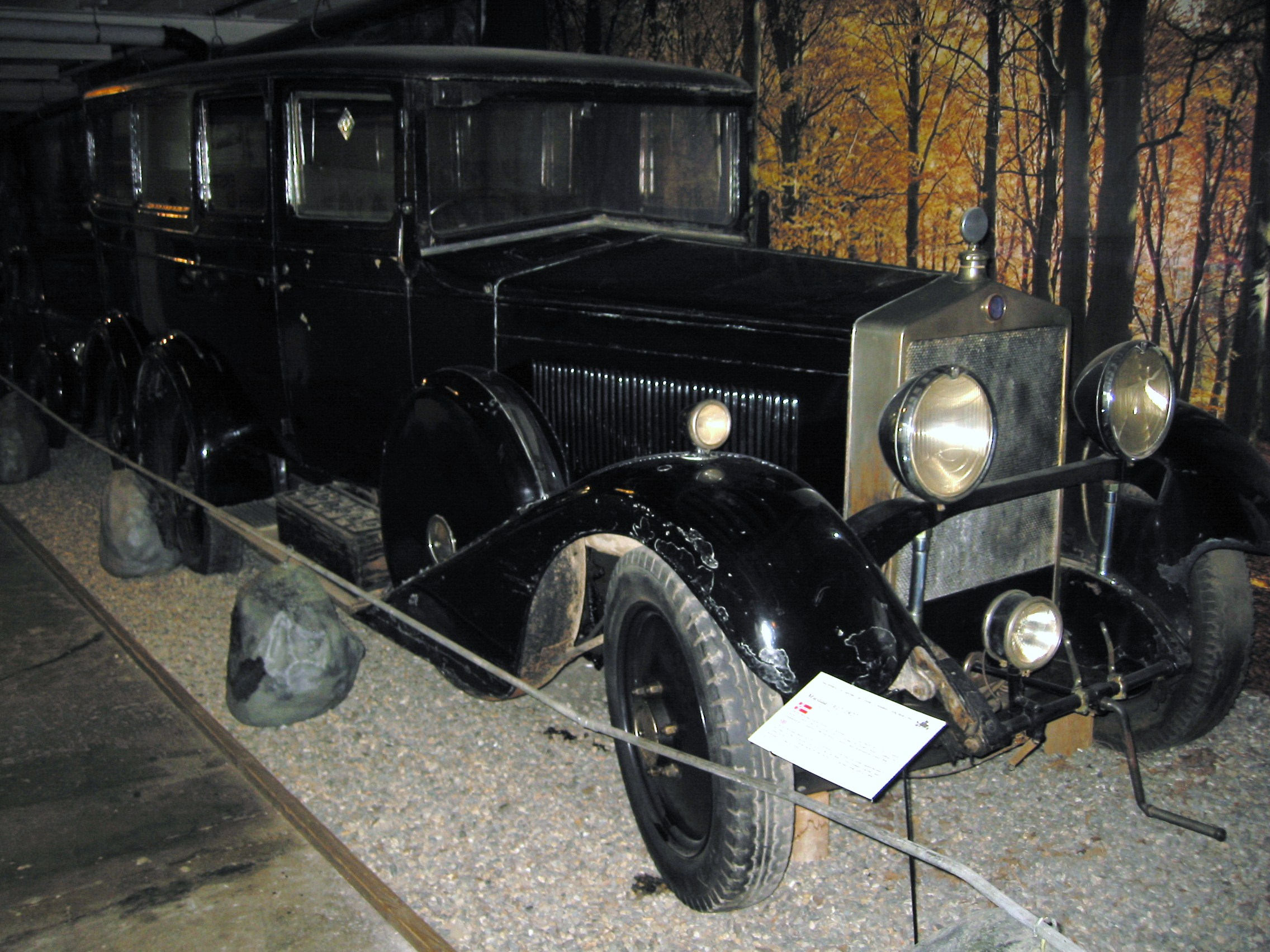
Clarin Mustads treaxliga bil från 1917.

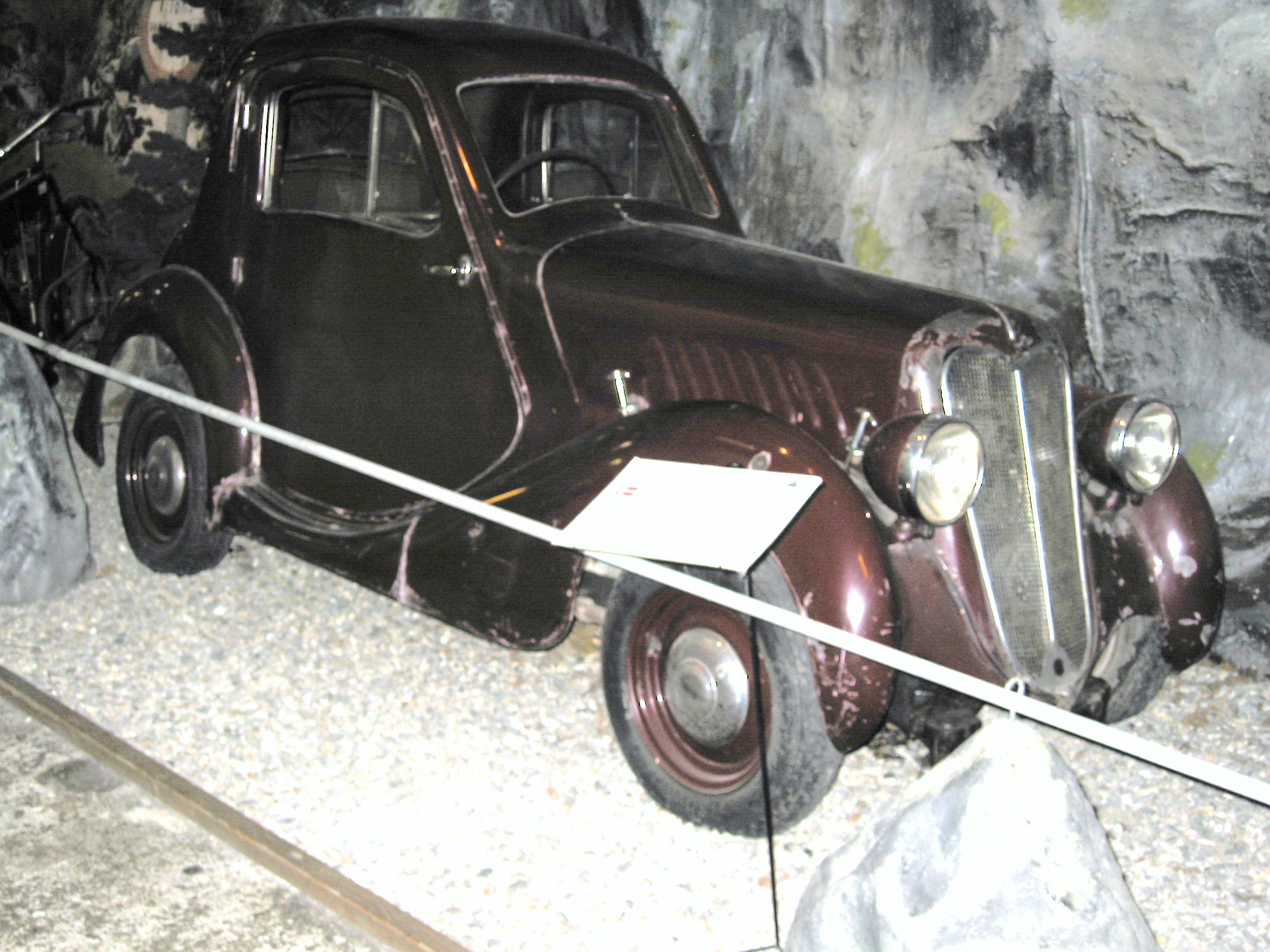
Den av Clarin Mustad konstruerade ensitsiga bilen från 1935, kallad "Egoisten"

Hans Clarin Hovind Mustad, född 22 november 1871 i Vardal i Norge, död 1 januari 1948, var en norsk ingenjör, bilkonstruktör och företagsledare. 
Clarin Mustad var en av fem söner till Hans Mustad och Clara Laurentse Marie Henriette Mustad (1848–1871). Modern dog i barnsäng när han föddes, och fadern gifte om sig året därefter med Marie Bernhardine Heyerdahl (1844–1922). År 1875 flyttade familjen till Sollerud gård i Lilleaker i Kristiania.
Han utbildade sig till ingenjör i Trondheim 1888–1889 och i Mittweida i Sachsen 1889–1892. Han var därefter chef för familjeföretagets nyligen grundade fabrik i Duclair i Frankrike.
Tillsammans med sina fyra bröder Ole Mustad (1870–1954), Halfdan Magnus Mustad (1874–1967), Wilhelm Mustad (1877–1961) och Nicolai Christian Mustad (1878–1970) blev han 1905 medägare i faderns företag O. Mustad & Søn. Han var chef för företaget från 1918.
Clarin Mustad var gift med Nathalia Fischer Schneider (1881–1936). Han köpte 1912 gården Sjøholmen, mellan Høvikodden och Sandvika i Bærums kommun.

## Uppfinningar
Clarin Mustad och hans medarbetade uppfann ett stort antal produkter, framför allt maskiner för tillverkning av hästskosöm,  för tillverkning av fiskekrokar och för tillverkning av skruvar.
År 1915 uppfann Clarin Mustad en elektriskt uppvärmd toalettsits och senare en toalett med inbyggd toalettfläkt.
Clarin Mustad konstruerade också en 3,4 tons treaxlad bil med elva säten. Den tillverkades i två exemplar 1916–1917, vilka hade utbytbara karosser för sommar- respektive vinterbruk. Den var försedd med en patenterad fyrcylindrig fyrtakts bensinmotor, som också konstruerats av Clarin Mustad, en motorkonstruktion som senare användes i den franska Delaugère et Clayette. 
Senare konstruerade han en personbil med plats för enbart föraren.